# Élections générales espagnoles de 2023 à Ceuta
Les élections générales espagnoles de 2023 (en espagnol : Elecciones generales de España de 2023) se tiennent le dimanche 23 juillet 2023 afin d'élire les 350 députés et 208 des 266 sénateurs de la XVe législature des Cortes Generales. 1 député est élu à Ceuta.

## Résultats
| Parti                  | Parti                                    | Voix   | %     | +/-   |  |
| ---------------------- | ---------------------------------------- | ------ | ----- | ----- |  |
|                        | Parti populaire (PP)                     | 12 918 | 38,77 | 16,49 |  |
|                        | Parti socialiste ouvrier espagnol (PSOE) | 11 332 | 34,01 | 2,70  |  |
|                        | Vox (sortant)                            | 7 752  | 23,26 | 11,93 |  |
|                        | Sumar                                    | 821    | 2,46  | 1,43  |  |
|                        | Front ouvrier (FO)                       | 53     | 0,16  | Nv.   |  |
|                        | Libre (LB)                               | 53     | 0,16  | Nv.   |  |
|                        | Recortes Cero                            | 33     | 0,10  | 0,27  |  |
|                        | Pour un monde + juste (PUM+J)            | 31     | 0,09  | 0,04  |  |
|                        | Vote blanc                               | 328    | 0,98  | 0,01  |  |
|                        |                                          |        |       |       |  |
| Suffrages exprimés     | Suffrages exprimés                       | 33 321 | 98,95 |       |  |
| Votes nuls             | Votes nuls                               | 353    | 1,05  |       |  |
| Total                  | Total                                    | 33 674 | 100   | -     |  |
| Abstention             | Abstention                               | 29 636 | 46,81 |       |  |
| Inscrits/Participation | Inscrits/Participation                   | 63 310 | 53,19 |       |  |